# MKS... 118
Pour plus de détails, voir Fiche technique et Distribution.
MKS... 118 (Poliziotti violenti) est un film italien réalisé par Michele Massimo Tarantini, sorti en 1976.

## Synopsis
Pour l'empêcher d'enquêter sur des cas de corruption au sein de l'armée, le major Paolo Altieri (Henry Silva) est promu et transféré à Rome. Arrivé sur place, il assiste à une tentative d'enlèvement qu'il déjoue, et note que les ravisseurs ont utilisé un type de mitraillettes particulier, le MK 118, une arme militaire. Il commence alors à enquêter sur la provenance de ces armes, avec l'aide du commissaire Paolo Tosi (Antonio Sabàto).

## Fiche technique
- Titre : MKS... 118 ou La violence appelle la violence
- Titre original : Poliziotti violenti
- Réalisation : Michele Massimo Tarantini
- Scénario : Michele Massimo Tarantini, Adriano Belli, Franco Ferrini et Sauro Scavolini
- Photographie : Giancarlo Ferrando (it)
- Musique : Guido et Maurizio de Angelis
- Montage : Attilio Vincioni
- Décors : Claudio Cinini
- Société(s) de production : Staff Capitol
- Pays d'origine :  Italie
- Genre : Néo-polar italien
- Durée : 89 minutes
- Dates de sortie :
  -  Italie : 17 juin 1976
  -  France : 6 juin 1979

## Distribution
- Henry Silva (VF : Michel Barbey) : le major Paolo Altieri
- Antonio Sabàto (VF : Gérard Dessalles) : le commissaire Paolo Tosi
- Ettore Manni : le juge Vieri
- Silvia Dionisio : Anna
- Rosario Borelli (it) : un policier turinois
- Calogero Caruana : un criminel
- Nicola D'Eramo : Clara
- Daniele Dublino (it)
- Claudio Nicastro (it)
- Francesco Anniballi (it)
- Mario Donatone : un aide du juge Vieri
- Franca Scagnetti (it)
- Benito Stefanelli
- Marcello Verziera (it)

## Source
- (en) Roberto Curti, Italian Crime Filmography, 1968-1980, Jefferson, McFarland, 2013, 330 p. (ISBN 978-0-7864-6976-5, lire en ligne), p. 170.